# 우키마후나도역
우키마후나도역(일본어: 浮間舟渡駅, うきまふなどえき)은 일본 도쿄도 기타구에 있는 철도역이다.

## 타는 곳
| 1 | ■ 사이쿄 선 | 아카바네·이케부쿠로·신주쿠·시부야·오사키·린카이 선으로 직결 운행 신키바 방면 |
| 2 | ■ 사이쿄 선 | 무사시우라와·오미야·가와고에 방면                                            |

- 역 곁을 도호쿠 신칸센이 지나간다.
- 승강장 중앙에 기타 구와 이타바시구와의 경계선이 있다.

## 역세권 정보
- 국도 17호선
- 아라카와강

## 역사
- 1985년 9월 30일: 영업 개시.

## 인접역
| 동일본 여객철도 도호쿠 본선 별선 | 동일본 여객철도 도호쿠 본선 별선 | 동일본 여객철도 도호쿠 본선 별선 |
| -------------------------------- | -------------------------------- | -------------------------------- |
| 기타아카바네 오사키 방면         | ■ 사이쿄 선 각역정차             | 도다코엔 오미야 방면             |